# 대한민국의 해양수산부 차관
해양수산부 차관(海洋水産部 次官)은 해양수산부 장관을 보좌하는 직위다. 정무직공무원으로 보한다.

## 임명
- 해양수산부 차관은 대통령이 임명한다.

## 역할
- 해양수산부 차관은 장관을 보좌하여 소관사무를 처리하고 소속공무원을 지휘·감독하며, 장관이 사고로 직무를 수행할 수 없으면 그 직무를 대행한다.

## 역대 차관

### 수산청 차장
| 정부        | 대수           | 이름                            | 임기                            | 비고 |
| ----------- | -------------- | ------------------------------- | ------------------------------- | ---- |
| 제3공화국   | 초대           | 김명년(金命年)                  | 1966년 2월 28일~1966년 7월 12일 |      |
| 제3공화국   | 2대            | 김재식(金在植)                  | 1966년 7월 15일~1968년 1월 10일 |      |
| 제3공화국   | 3대            | 장희운(張希雲)                  | 1968년 2월 1일~1971년 9월 6일   |      |
| 제3공화국   | 4대            | 강용순(姜勇淳)                  | 1971년 9월 6일~1975년 3월 4일   |      |
| 제4공화국   | 4대            | 강용순(姜勇淳)                  | 1971년 9월 6일~1975년 3월 4일   |      |
| 5대         | 오준석(吳俊碩) | 1975년 3월 10일~1975년 5월 17일 |                                 |      |
| 6대         | 김인수(金寅洙) | 1975년 5월 20일~1976년 10월 6일 |                                 |      |
| 7대         | 주홍장(周鴻章) | 1976년 10월 6일~1980년 6월 25일 |                                 |      |
| 8대         | 최익성(崔益星) | 1980년 6월 25일~1983년 8월 22일 |                                 |      |
| 8대         | 최익성(崔益星) | 1980년 6월 25일~1983년 8월 22일 | 제5공화국                       |      |
| 9대         | 이종휘(李鍾輝) | 1983년 8월 22일~1988년 4월 4일  |                                 |      |
| 노태우 정부 | 10대           | 이희수(李羲秀)                  | 1988년 4월 4일~1991년 7월 9일   |      |
| 노태우 정부 | 11대           | 김시문(金是文)                  | 1991년 7월 9일~1992년 10월 20일 |      |
| 노태우 정부 | 12대           | 하성환(河星煥)                  | 1992년 10월 20일~1993년 5월 1일 |      |
| 김영삼 정부 | 13대           | 박광훈(朴光勳)                  | 1993년 5월 1일~1994년 12월 26일 |      |
| 김영삼 정부 | 14대           | 안성봉(安性奉)                  | 1995년 1월 10일~1996년 2월 1일  |      |
| 김영삼 정부 | 15대           | 임종국(林鍾國)                  | 1996년 2월 1일~1996년 8월 7일   |      |

### 항만청 차장
| 정부      | 대수 | 이름           | 임기                                | 비고 |
| --------- | ---- | -------------- | ----------------------------------- | ---- |
| 제3공화국 | 초대 | 김정학(金正學) | 1976년 4월 6일 ~ 1977년 11월 5일    |      |
| 제3공화국 | 2대  | 문명린(文明麟) | 1977년 11월 10일 ~ 1977년 12월 15일 |      |

### 해운항만청 차장
| 정부      | 대수           | 이름                           | 임기                             | 비고 |
| --------- | -------------- | ------------------------------ | -------------------------------- | ---- |
| 제4공화국 | 초대           | 문명린(文明麟)                 | 1977년 12월 16일~1980년 7월 31일 |      |
| 제4공화국 | 2대            | 정연세(鄭然世)                 | 1980년 7월 31일~1984년 2월 3일   |      |
| 제5공화국 | 2대            | 정연세(鄭然世)                 | 1980년 7월 31일~1984년 2월 3일   |      |
| 3대       | 한태열(韓泰烈) | 1984년 2월 3일~1987년 7월 3일  |                                  |      |
| 4대       | 황규진(黃圭鎭) | 1987년 7월 3일~1990년 3월      |                                  |      |
| 4대       | 황규진(黃圭鎭) | 1987년 7월 3일~1990년 3월      | 노태우 정부                      |      |
| 5대       | 염태섭(廉台燮) | 1990년 3월~1992년 5월 1일      |                                  |      |
| 6대       | 김광득(金光得) | 1992년 5월 1일~1996년 1월 24일 |                                  |      |
| 6대       | 김광득(金光得) | 1992년 5월 1일~1996년 1월 24일 | 김영삼 정부                      |      |
| 7대       | 이항규(李恒圭) | 1996년 1월 24일~1996년 8월 7일 |                                  |      |

### 해양수산부 차관
| 정부        | 대수 | 이름           | 임기                             | 비고 |
| ----------- | ---- | -------------- | -------------------------------- | ---- |
| 김영삼 정부 | 초대 | 임창열(林昌烈) | 1996년 8월 13일~1996년 12월 23일 |      |
| 김영삼 정부 | 2대  | 장승우(張承玗) | 1996년 12월 24일~1998년 3월 8일  |      |
| 김대중 정부 | 3대  | 전승규(全昇圭) | 1998년 3월 9일~1999년 5월 2일    |      |
| 김대중 정부 | 4대  | 홍승용(洪承湧) | 1999년 5월 3일~2002년 2월 4일    |      |
| 김대중 정부 | -    | 신길웅(申吉雄) | 1999년 12월 19일                 | 추서 |
| 김대중 정부 | 5대  | 유정석(柳正錫) | 2002년 2월 5일~2003년 3월 2일    |      |
| 노무현 정부 | 6대  | 최낙정(崔洛正) | 2003년 3월 3일~2003년 9월 18일   |      |
| 노무현 정부 | 7대  | 김영남(金英南) | 2003년 9월 19일~2004년 10월 17일 |      |
| 노무현 정부 | 8대  | 강무현(姜武賢) | 2004년 10월 18일~2006년 8월 8일  |      |
| 노무현 정부 | 9대  | 이은(李垠)     | 2006년 8월 9일~2008년 2월 29일   |      |

### 농림수산식품부 차관

#### 농림수산식품부 제1차관
| 정부        | 대수 | 이름           | 임기                            | 비고 |
| ----------- | ---- | -------------- | ------------------------------- | ---- |
| 이명박 정부 | 초대 | 정학수(丁鶴秀) | 2008년 3월 1일~2009년 1월 22일  |      |
| 이명박 정부 | 2대  | 민승규(閔勝奎) | 2009년 1월 23일~2010년 8월 16일 |      |
| 이명박 정부 | 3대  | 김재수(金在水) | 2010년 8월 16일~2011년 7월 22일 |      |
| 이명박 정부 | 4대  | 이상길(李相吉) | 2011년 7월 22일~2013년 3월 13일 |      |

#### 농림수산식품부 제2차관
| 정부        | 대수 | 이름           | 임기                            | 비고 |
| ----------- | ---- | -------------- | ------------------------------- | ---- |
| 이명박 정부 | 초대 | 박덕배(朴德培) | 2008년 3월 1일~2009년 1월 22일  |      |
| 이명박 정부 | 2대  | 하영제(河榮帝) | 2009년 1월 23일~2010년 8월 16일 |      |
| 이명박 정부 | 3대  | 정승(鄭勝)     | 2010년 8월 16일~2011년 6월 7일  |      |
| 이명박 정부 | 4대  | 오정규(吳定圭) | 2011년 6월 7일~2013년 3월 13일  |      |

### 국토해양부 차관

#### 국토해양부 제1차관
| 정부        | 대수 | 이름           | 임기                            | 비고 |
| ----------- | ---- | -------------- | ------------------------------- | ---- |
| 이명박 정부 | 초대 | 권도엽(權度燁) | 2008년 3월 3일~2010년 8월 16일  |      |
| 이명박 정부 | 2대  | 정창수(鄭昌洙) | 2010년 8월 16일~2011년 5월 17일 |      |
| 이명박 정부 | 3대  | 한만희(韓晩喜) | 2011년 5월 18일~2013년 3월 13일 |      |

#### 국토해양부 제2차관
| 정부        | 대수 | 이름           | 임기                            | 비고 |
| ----------- | ---- | -------------- | ------------------------------- | ---- |
| 이명박 정부 | 초대 | 이재균(李在均) | 2008년 3월 3일~2009년 1월 20일  |      |
| 이명박 정부 | 2대  | 최장현(崔壯賢) | 2009년 1월 20일~2010년 8월 16일 |      |
| 이명박 정부 | 3대  | 김희국(金熙國) | 2010년 8월 16일~2012년 1월 8일  |      |
| 이명박 정부 | 4대  | 주성호(朱成晧) | 2012년 1월 8일~2013년 3월 13일  |      |

### 해양수산부 차관
| 정부        | 대수 | 이름           | 임기                             | 비고 |
| ----------- | ---- | -------------- | -------------------------------- | ---- |
| 박근혜 정부 | 10대 | 손재학(孫在學) | 2013년 3월 25일~2014년 8월 3일   |      |
| 박근혜 정부 | 11대 | 김영석(金榮錫) | 2014년 8월 4일~2015년 10월 20일  |      |
| 박근혜 정부 | 12대 | 윤학배(尹學培) | 2015년 10월 21일~2017년 6월 14일 |      |
| 문재인 정부 | 13대 | 강준석(姜俊錫) | 2017년 6월 15일~2018년 8월 26일  |      |
| 문재인 정부 | 14대 | 김양수(金良洙) | 2018년 8월 27일~2020년 8월 14일  |      |
| 문재인 정부 | 15대 | 박준영(朴俊泳) | 2020년 8월 15일~2021년 5월 20일  |      |
| 문재인 정부 | 16대 | 엄기두(嚴基斗) | 2021년 5월 21일~2022년 5월 9일   |      |
| 윤석열 정부 | 17대 | 송상근(宋相根) | 2022년 5월 10일~2023년 7월 2일   |      |
| 윤석열 정부 | 18대 | 박성훈(朴成訓) | 2023년 7월 3일~2023년 12월 27일  |      |
| 윤석열 정부 | 19대 | 송명달(宋明達) | 2023년 12월 28일~2025년 6월 20일 |      |
| 이재명 정부 | 20대 | 김성범(金晟範) | 2025년 6월 20일~                 |      |

## 같이 보기
- 해양수산부
- 해양수산부 장관